# 葉準
葉準（英語：Ip Chun，1924年8月25日—），香港武術家。葉準出生於佛山，詠春拳宗師葉問之長子，其母張永成。葉問1972年去世後，其子葉準、葉正繼承父業，致力推廣詠春拳術。葉準育有一子葉學勁。38歲時，葉準曾在佛山學過詠春拳。葉準曾先後在香港詠春體育會、沙田大會堂、香港城市大學、香港科技大學、佛山科技學院設點授徒。 
2020年，葉準獲香港嶺南大學頒授榮譽院士銜，以表揚其畢生致力於傳承及發揚詠春拳的貢獻。

## 生平
- 1924年8月25日，出生廣東佛山。
- 1941年至1945年，於父親留守佛山授拳期間在廣州工作。
- 1972年，父親葉問過世後，開始教授武功。
- 2010年，於電影《葉問前傳》中，飾演葉問師傅梁璧。

## 電影演出
- 1976年：《李小龍傳奇（英语：Bruce Lee: The Man, The Myth）》 飾 葉問
- 1999年：《1959某日某》 飾 葉問
- 2010年：《葉問前傳》 飾 梁壁
- 2013年：《葉問：終極一戰》 飾 士多老闆

## 影視媒體形象

### 電影
- 在《葉問》及《葉問2》中，由李澤飾演童年葉準。
- 在《葉問：終極一戰》中，由張頌文飾演葉準。

### 電視劇
- 在《葉問》中，由陳洪錦飾演葉準。